# Vettershaga
Vettershaga är en småort i södra delen av Länna socken, Norrtälje kommun, Stockholms län vid Bergshamravikens inlopp. 
Byn präglas av jordbruksbygd och har tidigare varit hemmahamn för många av de roslagsskutor som fraktade varor från skärgården och senare hela östersjöområdet till Stockholm.

## Historia
År 1409 benämns byn Witelshaga. Ortnamn med förlederna viti eller vitul kan ofta härledas till en plats där en vårdkase eller liknande signaltjänst förekommit. Vettershaga kan alltså betyda hagen nedanför vårdkasen. Vettershaga är också beläget vid inloppet till Bergshamraviken och lämpar sig väl för en vårdkase.
Ängsö till hörde bönderna på Väringsö innan den köptes av staten och blev nationalpark i början av 1900-talet.

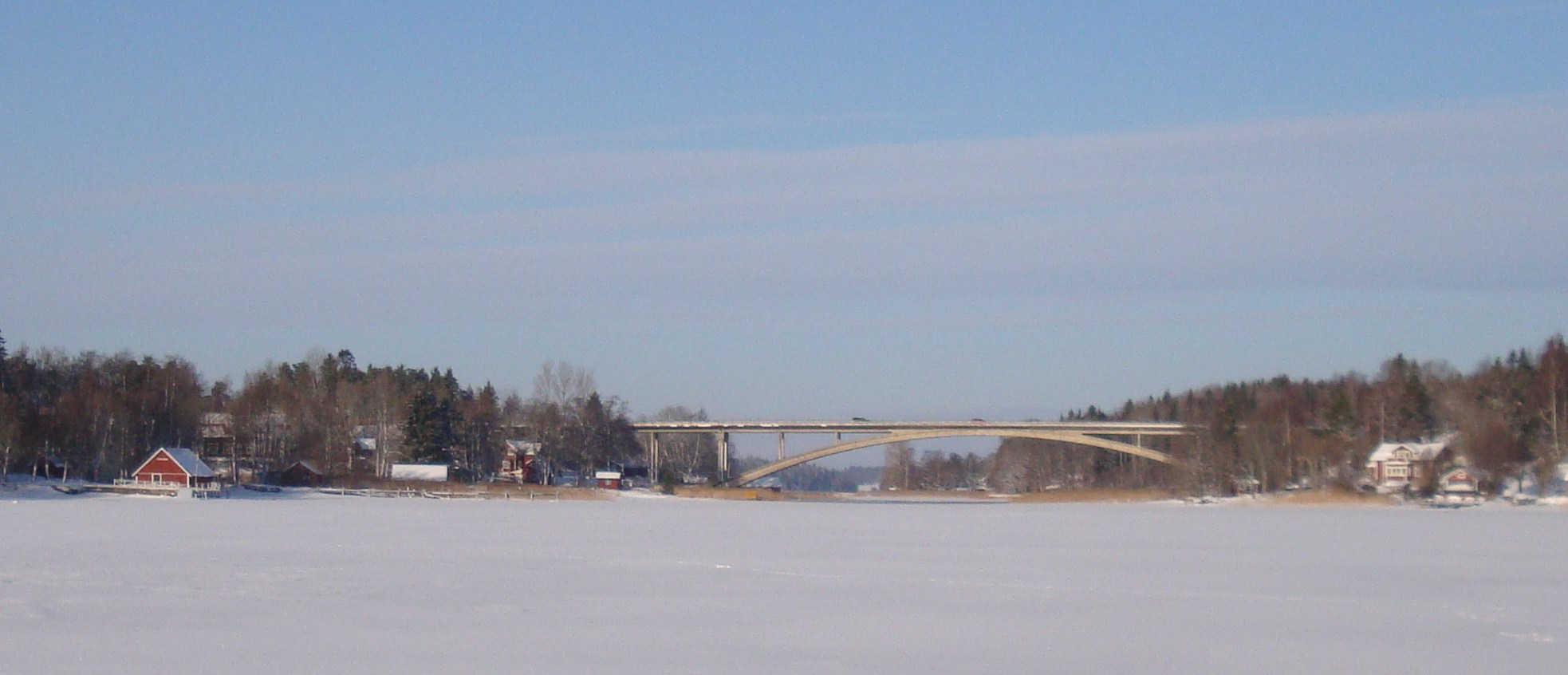
Vettershagabron

Vettershagabron, byggd 1962 som en del av länsväg 276, är bygdens mest bekanta landmärke. Tidigare gick vägen runt Bergshamraviken men det fanns en mindre linfärja, för i första hand kreaturtransport till allmänningar på andra sidan, där bron är belägen. Landmärket förstärktes av vraken av de tre roslagsskutorna Ida, San och Garibaldi förankrade vid brons västra fäste och som blev en symbol för Vettershaga. Skutorna höggs upp och brändes år 1996.

## Föreningsliv

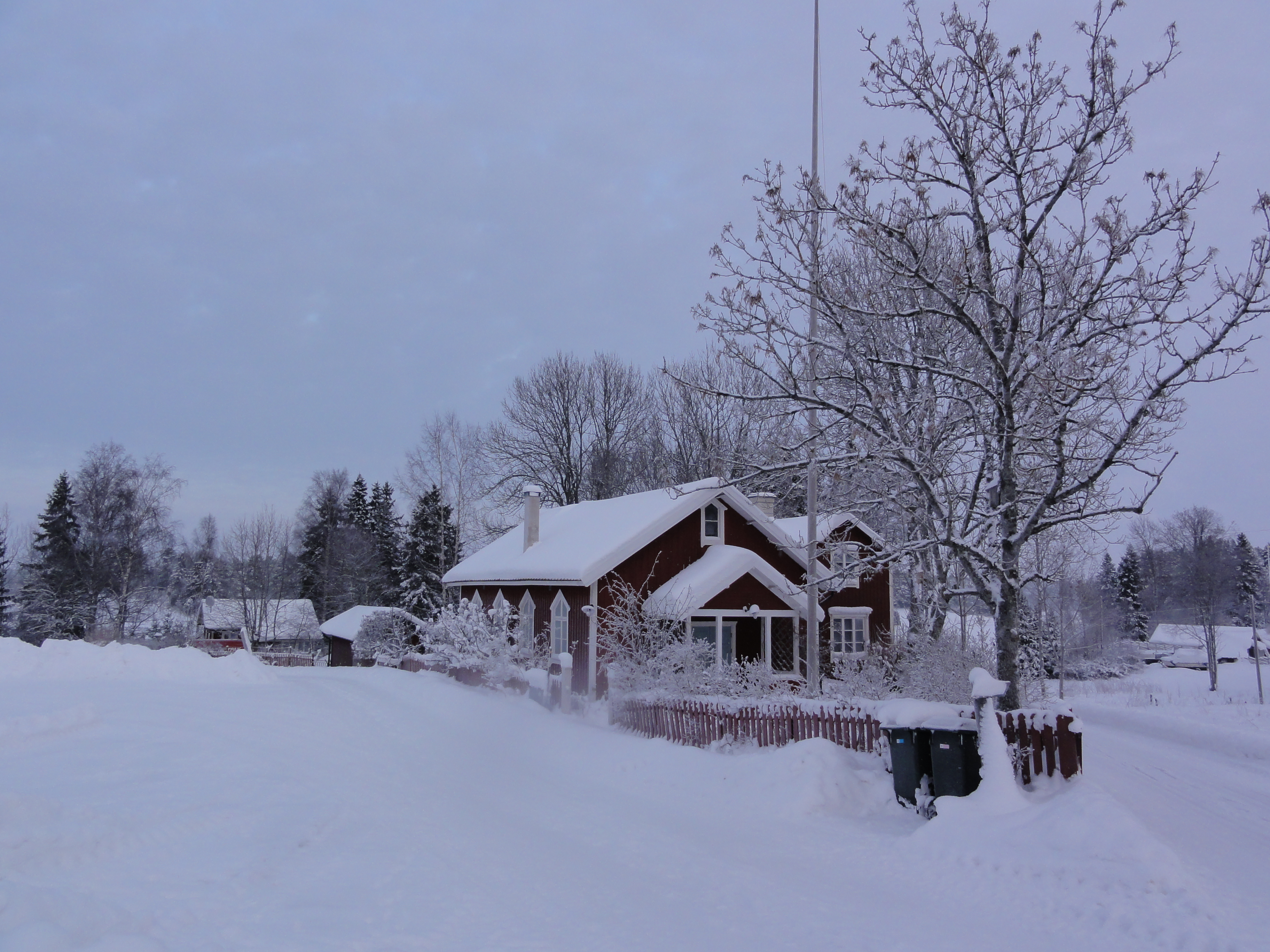
Bönhuset i Vettershaga.

Missionsförsamlingen i Vettershaga blev tillräckligt stor för att ett bönhus kunde byggas i byn 1909. Idag är bönhuset ombyggt till privatbostad.
I slutet på 1920-talet grundades Wettershaga Gymnastik och Idrottsförening (GoIF) på gården Vik. Bandysektionen blev särskilt framgångsrik och var snart enda idrottsverksamheten. 1959 invigdes en bandyplan på land och 2001 omformades föreningen till Norrtelje Bandyförening och hemmaplan flyttades till en nybyggd konstfrusen bandyplan i Norrtälje. En numera förfallen tennisplan byggdes 1991 bredvid den gamla bandyplan i Vettershaga.
2001 bildades den ideella föreningen Wettershaga Vänner som bland annat arrangerar midsommarfirande, valborgsfirande, strömmingsfiske med not och kräftskivor.

## Galleri

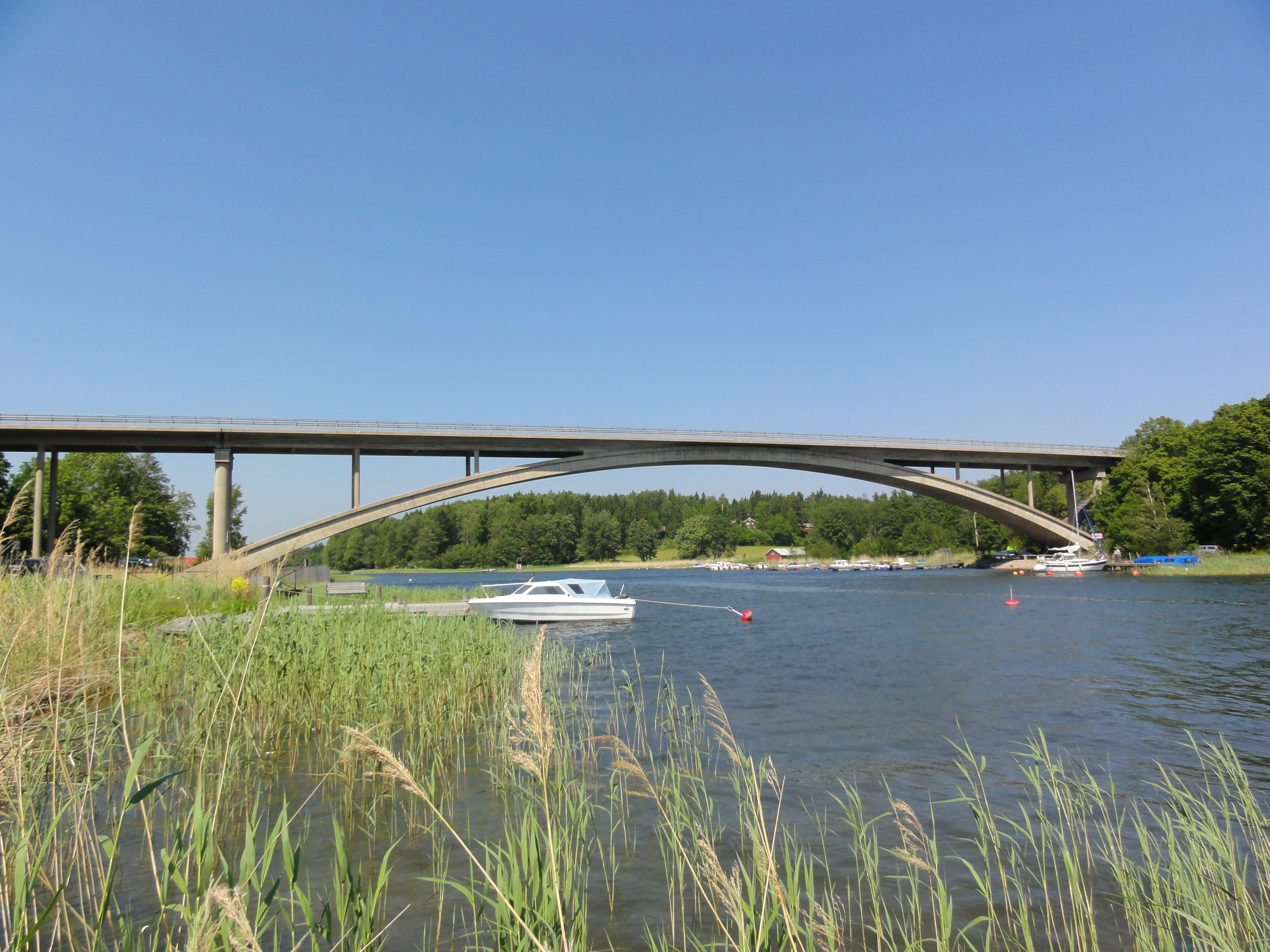
Vettershaga bro.
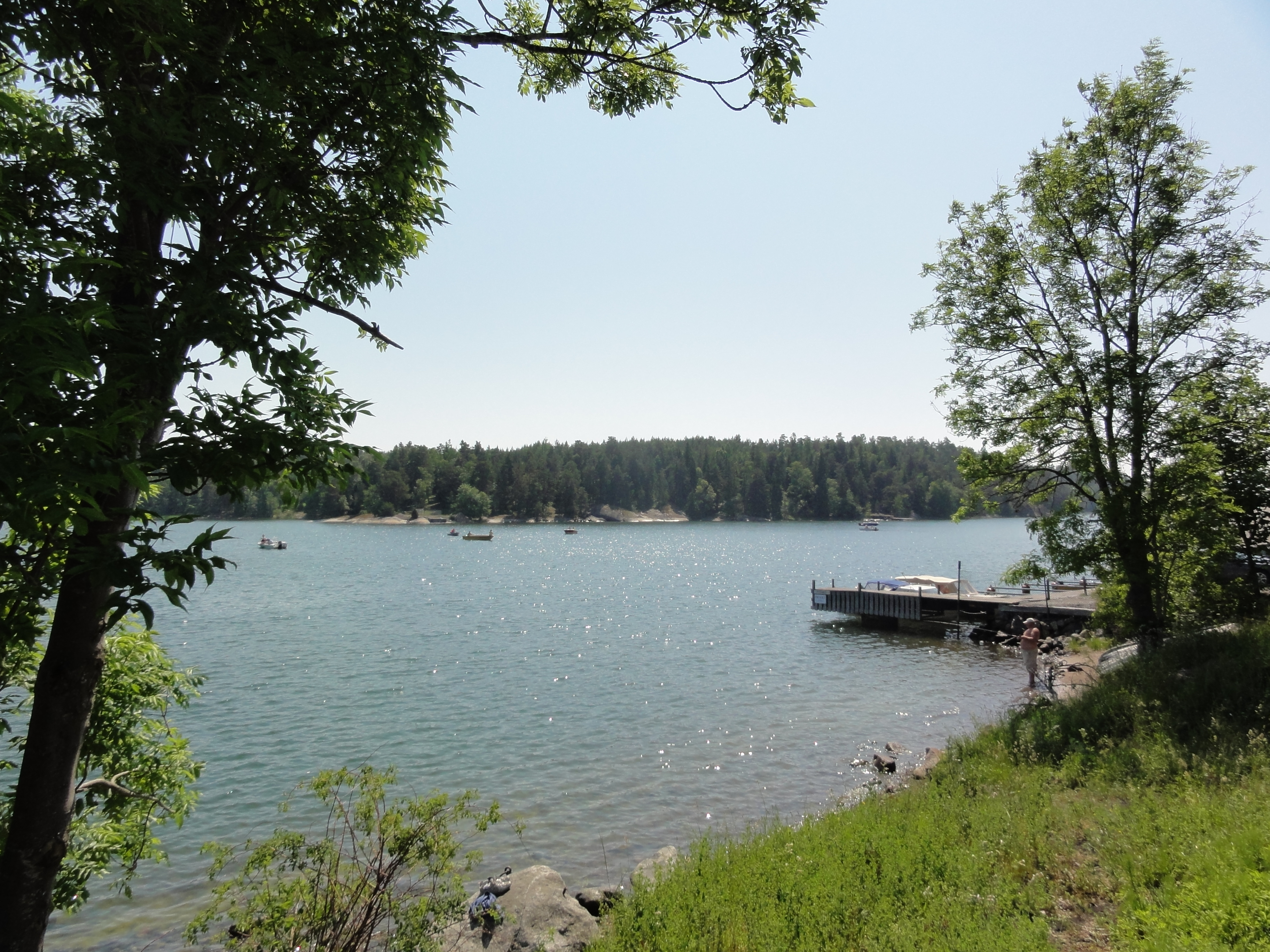
Väringsö brygga från Vettershaga brygga.
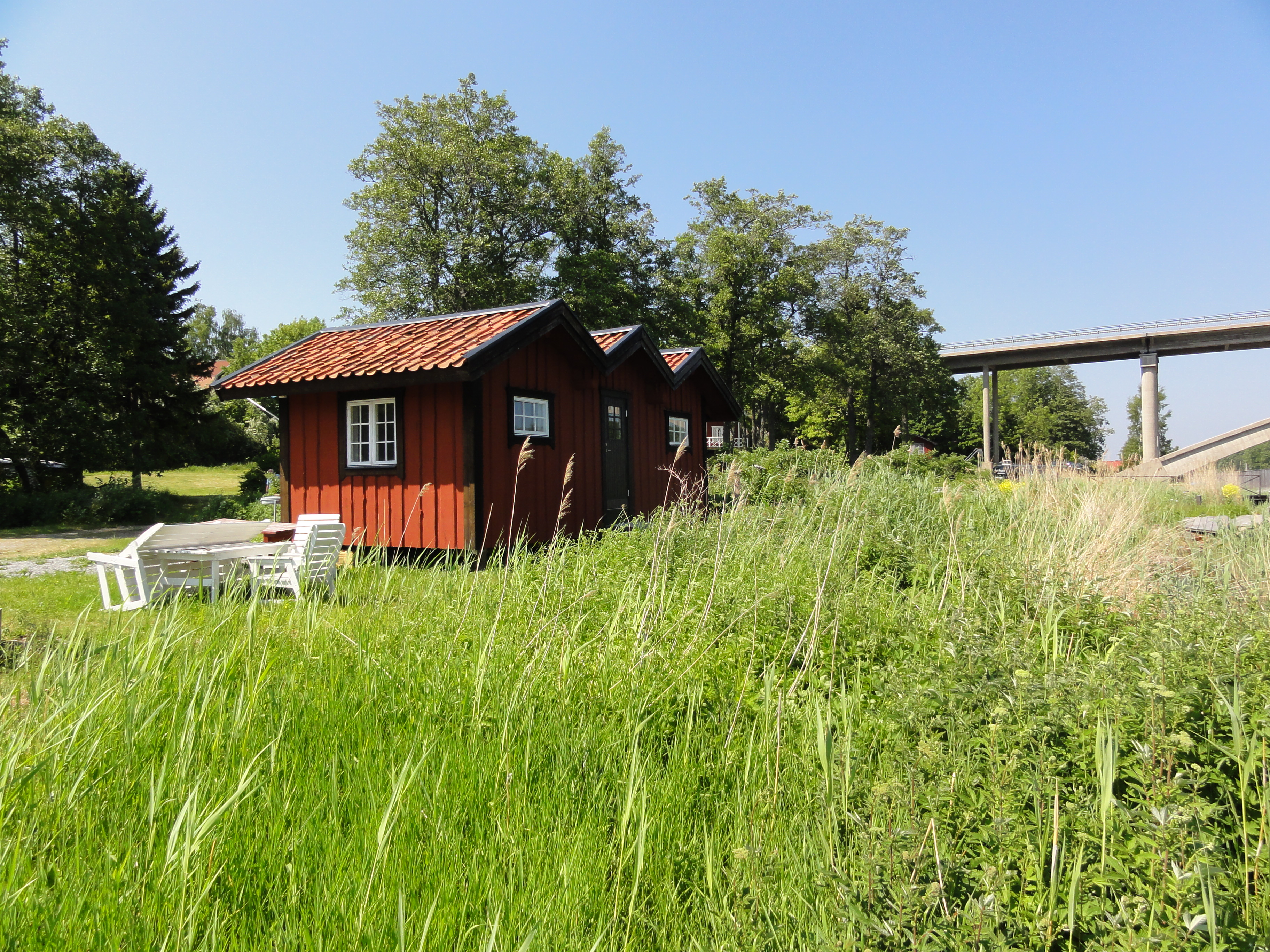
Fiskestugorna vid Simudden.
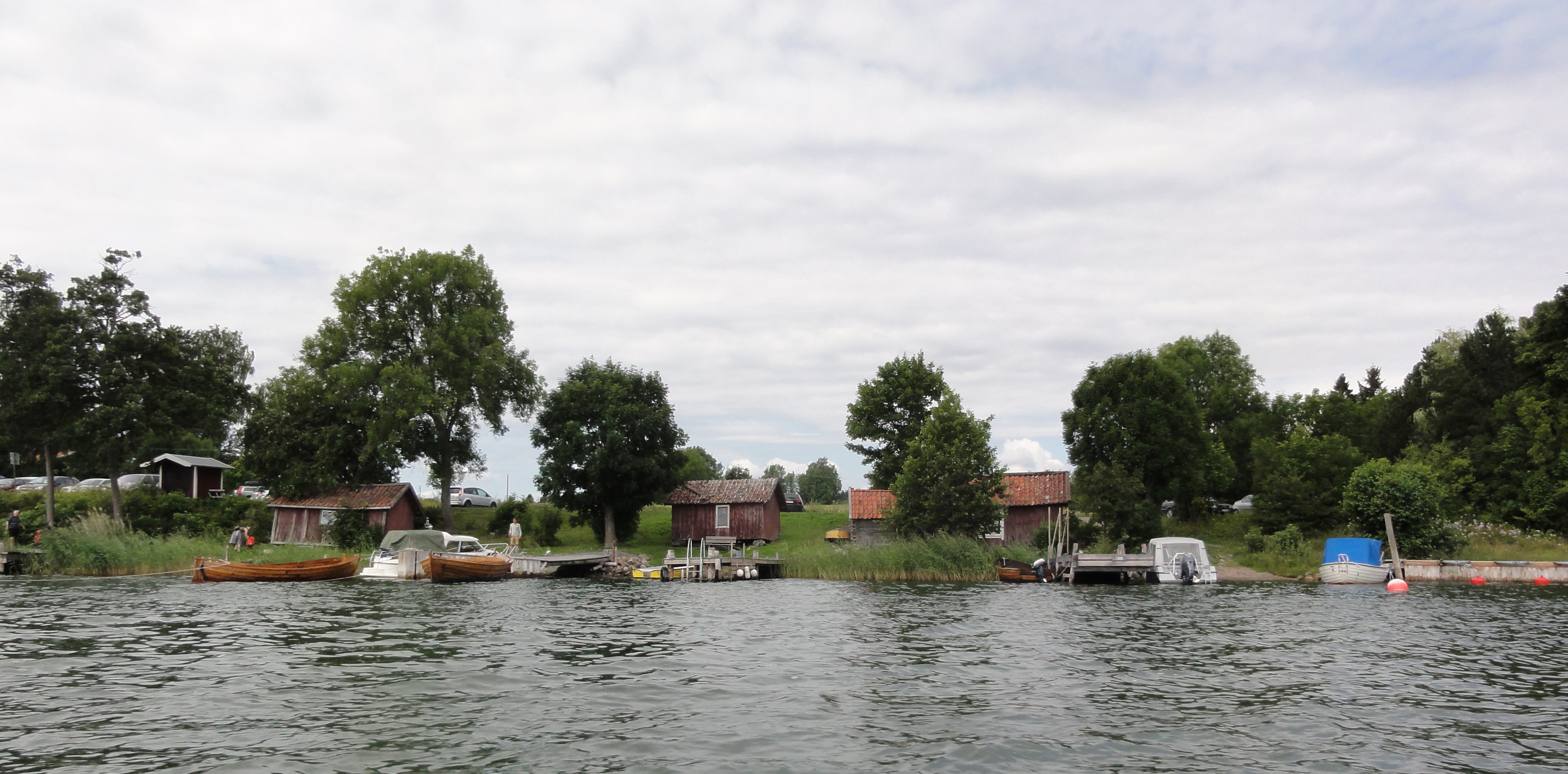
Vettershaga bysamfällighets sjöbodar vid Vettershaga brygga.

## Personer från orten
Operasångaren Jussi Björling var sommarboende i Sveden i Vettershaga ett antal somrar under 1930-talet innan han skaffade sitt sommarhus på Siarö.